# Eschweiler (kanton Grevenmacher)
Eschweiler (lb. Eescheler) – miejscowość (Uertschaft) w środkowym Luksemburgu, w kantonie Grevenmacher, w gminie Junglinster. Do 3 października 2015 miejscowość leżała w dystrykcie Grevenmacher, a do 31 grudnia 1978 do gminy Rodenbourg. Liczy 200 mieszkańców (1 stycznia 2023).